# Lusinde
Lusinde is een plaats (freguesia) in de Portugese gemeente Penalva do Castelo en telt 247 inwoners (2001).